# Cho Seon-jak
Cho Seon-jak (nacido en 1940) es un escritor de Corea del Sur.

## Biografía
Cho Seon-jak nació en Daejeon, Corea del Sur. Se graduó de la Escuela de profesores de Daejeon y debutó con "La tumba de los patriotas" (Jisachong), que se publicó en la revista Sedae (Generación). "La tumba de los patriotas" ganó el Premio de Escritura de Generación en 1971 y también fue adaptada para la televisión por MBC.
Sus obras se centran en la injusticia inherente a la estructura social y en los marginados de la sociedad. Su obra La época de apogeo de Yeongja trata de prostitutas y otros marginados sociales como personajes centrales para investigar la injusticia social y Cable de alto voltaje (Goapseon) muestra de forma indirecta las fuerzas escondidas que amenazan la vida cotidiana de los hombres comunes. La época de apogeo de Yeongja también fue adaptada al cine y está recopilada en los archivos de cine "Las 100 películas coreanas".
Su obra presenta sin prejuicios la vida miserable de las víctimas de la industrialización y el rápido crecimiento económico de los setenta.
La injusticia presente en la estructura de la sociedad, como puede verse en las difíciles vidas de los marginados sociales, forma la base temática de las obras de Cho Seon-jak. A pesar de la gravedad del tema tratado, incorpora expresiones ingeniosas.
Algunos lo alaban por su honestidad, mientras que otros lo atacan por sensacionalista. En la introducción de El anticipo y otras historias, describe a los editores como personas que ignoran el sufrimiento de los marginados.

## Obra

### Obras en coreano (lista parcial)
Novelas
- La época de apogeo de Yeongja (Yeongjaui jeonseongsidae, 1973)
- Carnicero sin permiso (Mildosal, 1973)
- Mujer espiga (Yeoja jupgi, 1974)
- La nariz de Gyeongja (Gyeongjaui ko, 1974)
- Agua en el campo de fuera (Oeyasu, 1974)
- Concurso de arte (Misul daehoe, 1974)
- Buscando al padre (Abeoji chatgi, 1975)
- Aniquilación (Choto, 1978)
- Grilletes (Gullae, 1987)

Recopilaciones de relatos
- En el campo de fuera (Oeyaeseo)
- Amor perfecto (Wanjeonhan sarang)
- La soledad de un saltador de pértiga (Jangdaenopittuigi seonsuui godok)
- Cadenas de melancolía (Usuui saseul)